# Đại hội Đảng Cộng sản Việt Nam lần thứ VII
Đại hội đại biểu toàn quốc Đảng Cộng sản Việt Nam lần thứ VII hay Đại hội đại biểu lần VII của Đảng diễn ra từ ngày 24 đến ngày 27-6-1991 ở Hà Nội. Tham dự đại hội có tất cả là 1.176 đại biểu chính thức thay mặt cho 2.155.021 đảng viên cả nước.

## Bối cảnh lịch sử
Đại hội Đảng Cộng sản Việt Nam VII diễn ra trong bối cảnh đất nước đang thực hiện công cuộc Đổi mới được đề ra từ Đại hội Đảng Cộng sản Việt Nam VI và đạt được những thắng lợi bước đầu, được nhân dân và quốc tế ủng hộ. Tình hình quốc tế và trong nước lúc bấy giờ có nhiều biến chuyển phức tạp, nhất là sự sụp đổ của khối Đông Âu và cuộc khủng hoảng trầm trọng của Liên Xô.

## Hoạt động
Đại hội đã tổng kết đánh giá việc thực hiện đường lối đổi mới của Đại hội VI, đề ra chủ trương, nhiệm vụ nhằm kế thừa, phát huy những thành tựu, ưu điểm đã đạt được, khắc phục khó khăn, yếu kém mắc phải trong bước đầu đổi mới; ngăn ngừa những lệch lạc phát sinh trong quá trình đó; điều chỉnh bổ sung, phát triển đường lối đổi mới để tiếp tục đưa sự nghiệp đổi mới của đất nước tiến lên.

### Chiến lược ổn định và phát triển kinh tế - xã hội đến năm 2000
Do Đổi mới đang bước đầu thực hiện dù đã đạt nhiều thành tựu nhưng làn sóng đổi mới thái quá trên một số lĩnh vực gây ra nguy cơ chệch hướng đi lên xã hội chủ nghĩa và sự cầm quyền của Đảng. Trước làn sóng bất ổn kinh tế chính trị tại Đông Âu và Liên Xô, sự sụp đổ của Hệ thống Xã hội chủ nghĩa và những bất ổn mới phát sinh trong quá trình đổi mới, Đại hội VII đã thông qua Chiến lược ổn định và phát triển kinh tế - xã hội đến năm 2000 nhằm bình ổn xã hội, phát triển đất nước, đưa đất nước thoát ra khỏi khó khăn.

### Kế hoạch 5 năm 1991-1995
Xuất phát từ đặc điểm tình hình, căn cứ vào mục tiêu của chặng đường đầu thời kì quá độ lên Chủ nghĩa xã hội, Đại hội VII đề ra Kế hoạch 5 năm 1991-1995 và quyết định phương hướng, nhiệm vụ, mục tiêu kinh tế xã hội của Kế hoạch là:
- Đẩy lùi và kiểm soát lạm phát.
- Ổn định phát triển và nâng cao hiệu quả nền sản xuất xã hội.
- Bước đầu ổn định và từng bước cải thiện đời sống vật chất và văn hóa của nhân dân lao động.
- Bắt đầu có tích lũy từ nội bộ nền kinh tế.

### Hoạt động khác
Thông qua Báo cáo Chính trị.
Bầu Ban Chấp hành Trung ương mới gồm 146 Ủy viên chính thức (không có Ủy viên dự khuyết). Ban Chấp hành mới đã bầu Bộ Chính trị gồm 13 Ủy viên. Đỗ Mười được bầu làm Tổng Bí thư.

## Ý nghĩa
Đây là Đại hội đầu tiên sau khi đất nước đã tiến hành công cuộc Đổi mới. Kế hoạch 5 năm 1991-1995 do Đại hội đề ra đã đạt được nhiều thành tựu trên các lĩnh vực của sự nghiệp đổi mới:
- Nhịp độ phát triển kinh tế cao, những mục tiêu chủ yếu của kế hoạch hoàn thành vượt mức. Tổng sản phẩm trong nước tăng 8,2%/năm. Công nghiệp tăng 13,3%/năm. Sản lượng lương thực tăng 26%. Chuyển dịch cơ cấu nông nghiệp và kinh tế nông thôn. Dịch vụ tăng 80%. Vận tải tăng 62%. Lạm phát từ 67.1% (1991) giảm còn 12.7% (1995).
- Kinh tế đối ngoại phát triển. Xuất khẩu đạt 17 tỉ USD. Nhập khẩu 21 tỉ USD. Có quan hệ buôn bán với hơn 100 nước. Nhà nước mở rộng quyền xuất nhập khẩu cho tư nhân. Vốn đầu tư nước ngoài tăng 50%, đạt trên 19 tỉ USD.
- Khoa học công nghệ, văn hóa xã hội phát triển. Thu nhập quốc dân tăng và giải quyết được nạn đói.
- Chính trị xã hội, quốc phòng an ninh được củng cố.
- Mở rộng quan hệ đối ngoại, không còn bị bao vây do đã rút quân khỏi Campuchia từ năm 1988. Bình thường quan hệ với Mỹ và gia nhập ASEAN năm 1995.

## Hạn chế và khó khăn
- Việt Nam vẫn là nước nghèo. Kinh tế Việt Nam còn mất cân đối, lạc hậu, trình độ kém, thu nhập quốc dân, năng suất còn thấp, đời sống nhân dân khó khăn.
- Xã hội nảy sinh nhiều hiện tượng tiêu cực tham nhũng, lãng phí, buôn lậu và nhiều tiêu cực còn tồn tại trong nhà nước.
- Bắt đầu phân hóa giàu nghèo giữa các vùng và các tầng lớp dân cư.